# Gerard de Waardt
Gerard de Waardt (Delft, 1942) is een Nederlands organist en beiaardier.

## Studie
De Waardt Studeerde beiaard aan de beiaardschool waar hij les kreeg van Leen 't Hart en studeerde daarnaast lichte muziek bij Louis Zagwijn. Hij behaalde hierna zijn staatsexamen voor kerkorgel, klassiek piano en keyboard met educatieve kwalificatie. Later volgde hij in Washington jazz-pianolessen en daarna nog aan het Stedelijk Conservatorium in Mechelen.

## Loopbaan
De Waardt speelde in 1954 reeks vanaf zijn twaalfde op de orgels van de Bethelkapel en Zuiderkerk in Delft. Later werd hij ook organist aan De Kern in Spijkenisse. Vanaf 1977 werd hij organist aan een aantal kerken in Maassluis waaronder de gereformeerde Maranathakerk, de Koningshof en de katholieke Petrus en Pauluskerk. Sinds 1996 tot op heden is hij daar organist aan de Immanuëlkerk. Hij leidde in deze kerk het gospelkoor "Happy Days" en het kinderkoor "Wonderwijs".
Als beiaardier was De Waardt werkzaam aan de carillons van het stadhuis aan de Coolsingel en de 17de-eeuwse Hemony-beiaard in de toren van de Grote of Sint Laurenskerk in Rotterdam. Later werd hij ook beiaardier in Sassenheim, Tholen, Sint-Maartensdijk, Schiedam en in Maassluis. Hij werd in 2017 benoemd tot ereburger van Tholen voor 40 jaar Carillon. Ook maakte hij vele concertreizen naar de Verenigde Staten, Canada, Brazilië, Nieuw-Zeeland, België, Frankrijk en Duitsland. Hij is twintig jaar mede-eigenaar en arrangeur geweest van muziekuitgeverij "MusicScore". In 2013 had hij samen met Piet George Klootwijk de leiding over de zwijgende film Maassluis in oorlogstijd. Na afloop van deze film werd hij benoemd tot Ridder in de Orde van Oranje-Nassau.